# Raphiglossa lemuriae
Raphiglossa lemuriae är en stekelart som beskrevs av Giordani Soika 1941. Raphiglossa lemuriae ingår i släktet Raphiglossa och familjen Eumenidae. Inga underarter finns listade i Catalogue of Life.